# حکیم‌باشی حسین‌آباد
حکیم‌باشی حسین‌آباد، روستایی در دهستان چنارشاهیجان بخش مرکزی شهرستان کوه‌چنار در استان فارس ایران است.

## جمعیت
بر پایه سرشماری عمومی نفوس و مسکن در سال ۱۳۹۵، جمعیت این روستا برابر با ۳۴۱ نفر (۱۰۳ خانوار) بوده است.